# Ludwika (księżniczka belgijska)
Ludwika, księżniczka Belgii, właśc., nid. Luisa Sophia Maria (ur. 6 lutego 2004 w Woluwe-Saint-Lambert) – pierworodne dziecko księcia belgijskiego Wawrzyńca z dynastii  sasko-koburskiej i jego żony Klary Ludwiki. Księżniczka jest obecnie trzynasta w linii do tronu belgijskiego.

## Rodzina
Została ochrzczona 4 września 2004 roku w Longfonds, La Hulpe (Belgia), majątku barona Jakuba Ernesta Solvaya de La Hulpe'a. Jej matkami chrzestnymi były księżniczka luksemburska Małgorzata i baronowa Maria Klaudyna Solvay. Nie wspomniano oficjalnie, kto był ojcem chrzestnym, jednak niektóre źródła podają jako ojca chrzestnego księcia irańskiego Rezę Pahlawiego. Powodem, dla którego pominięto jego imię, mógł być fakt, że nie był rzymskim katolikiem, tylko muzułmaninem.
Księżniczka ma dwóch młodszych braci, którzy są bliźniętami - księcia Mikołaja i księcia Emeryka (urodzonych 13 grudnia 2005).
Jej rodzina mieszka w Tervurenie.